# Czerwona Tajga
Czerwona Tajga (mong.: Улаан Тайга, Ulaan Tajg) – pasmo górskie w północno-wschodniej części ajmaku chubsugulskiego, w Mongolii, pomiędzy Kotliną Darchadzką a granicą mongolsko-rosyjską. Pasmo leży w obrębie somonów Bajandzürch, Cagaannuur i Ulaan-Uul. Najwyższym szczytem jest Belczir uul, którego wysokość wynosi 3351 m n.p.m. W górach swoje źródła mają rzeki Mały Jenisej (Sziszged gol), Büsijn gol i Delger mörön. Część obszaru wzdłuż granicy z republiką autonomiczną Tuwy w Rosji znajduje się pod ochroną.